# Angirey
Angirey est une commune française située dans le département de la Haute-Saône, en Franche-Comté, dans la région administrative Bourgogne-Franche-Comté.

## Géographie

### Communes limitrophes
| Igny               | Vellemoz  | La Chapelle-Saint-Quillain |
| Sauvigney-lès-Gray | Angirey   | Vellefrey-et-Vellefrange   |
|                    | Colombine | Citey                      |

### Climat
Pour des articles plus généraux, voir Climat de la Bourgogne-Franche-Comté et Climat de la Haute-Saône.
En 2010, le climat de la commune est de type climat des marges montargnardes, selon une étude du Centre national de la recherche scientifique s'appuyant sur une série de données couvrant la période 1971-2000. En 2020, Météo-France publie une typologie des climats de la France métropolitaine dans laquelle la commune est exposée à un climat semi-continental et est dans la région climatique Lorraine, plateau de Langres, Morvan, caractérisée par un hiver rude (1,5 °C), des vents modérés et des brouillards fréquents en automne et hiver.
Pour la période 1971-2000, la température annuelle moyenne est de 10,4 °C, avec une amplitude thermique annuelle de 17,4 °C. Le cumul annuel moyen de précipitations est de 980 mm, avec 12,8 jours de précipitations en janvier et 9 jours en juillet. Pour la période 1991-2020, la température moyenne annuelle observée sur la station météorologique de Météo-France la plus proche, « Bucey-lès-Gy », sur la commune de Bucey-lès-Gy à 7 km à vol d'oiseau, est de 11,6 °C et le cumul annuel moyen de précipitations est de 1 032,6 mm. 
La température maximale relevée sur cette station est de 41,5 °C, atteinte le 8 août 2003 ; la température minimale est de −23 °C, atteinte le 2 janvier 1971,,.
Les paramètres climatiques de la commune ont été estimés pour le milieu du siècle (2041-2070) selon différents scénarios d'émission de gaz à effet de serre à partir des nouvelles projections climatiques de référence DRIAS-2020. Ils sont consultables sur un site dédié publié par Météo-France en novembre 2022.

## Urbanisme

### Typologie
Au 1er janvier 2024, Angirey est catégorisée commune rurale à habitat dispersé, selon la nouvelle grille communale de densité à sept niveaux définie par l'Insee en 2022.
Elle est située hors unité urbaine. Par ailleurs la commune fait partie de l'aire d'attraction de Gray, dont elle est une commune de la couronne,. Cette aire, qui regroupe 63 communes, est catégorisée dans les aires de moins de 50 000 habitants,.

### Occupation des sols
L'occupation des sols de la commune, telle qu'elle ressort de la base de données européenne d’occupation biophysique des sols Corine Land Cover (CLC), est marquée par l'importance des territoires agricoles (48,8 % en 2018), une proportion sensiblement équivalente à celle de 1990 (49,1 %). La répartition détaillée en 2018 est la suivante : 
forêts (44,3 %), terres arables (37,8 %), zones agricoles hétérogènes (7,6 %), zones urbanisées (3,9 %), prairies (3,4 %), milieux à végétation arbustive et/ou herbacée (3 %). L'évolution de l’occupation des sols de la commune et de ses infrastructures peut être observée sur les différentes représentations cartographiques du territoire : la carte de Cassini (XVIIIe siècle), la carte d'état-major (1820-1866) et les cartes ou photos aériennes de l'IGN pour la période actuelle (1950 à aujourd'hui).

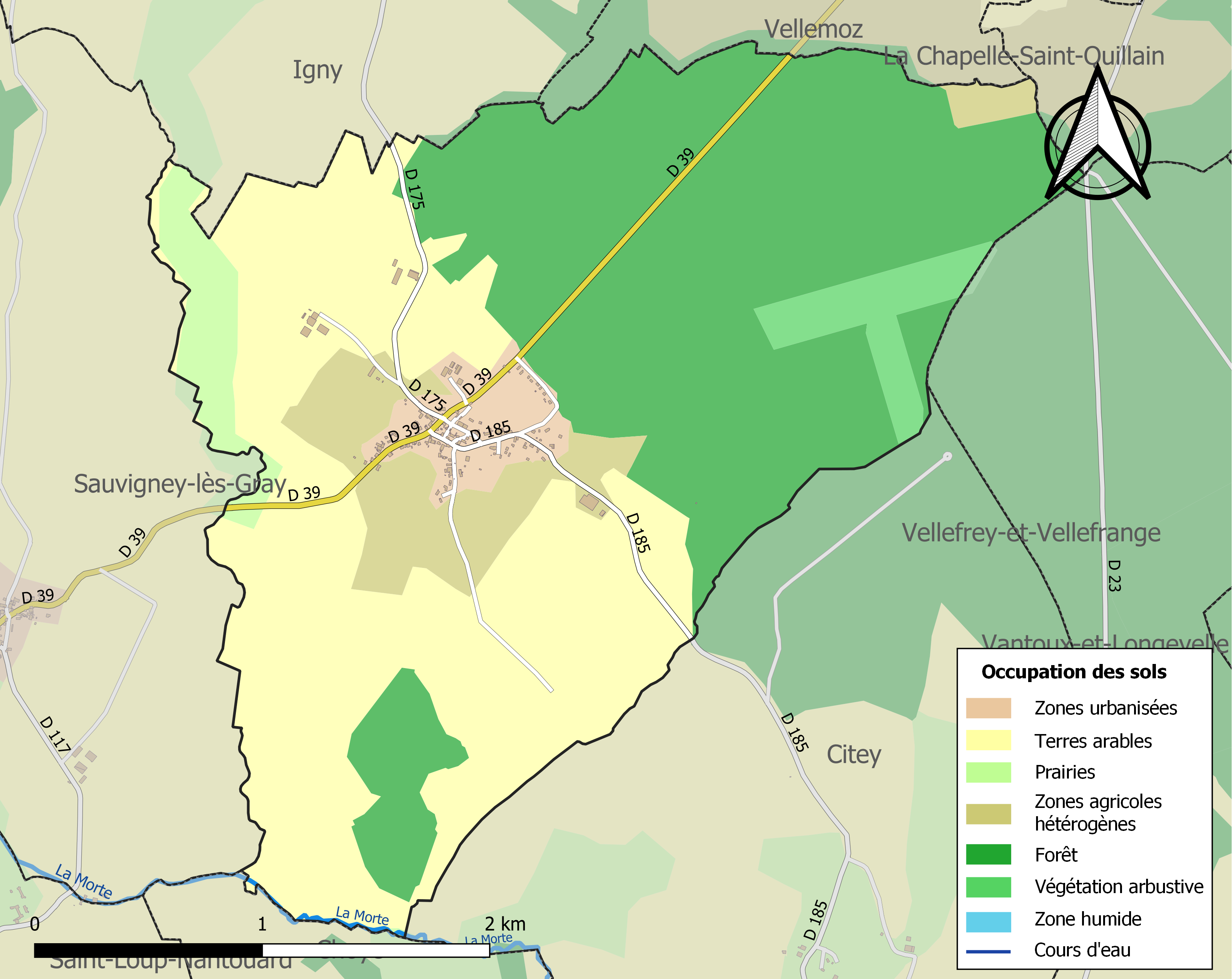
Carte des infrastructures et de l'occupation des sols de la commune en 2018 (CLC).

## Histoire
Le 10 septembre 1944, les Allemands, en représailles d'une attaque du maquis et pourchassés par les troupes alliées depuis Gray, incendièrent 57 maisons sur 61 et fusillent 7 maquisards et cinq habitants  —  dont une femme de 63 ans.
La commune a reçu la croix de guerre 1939-1945 à l'issue de la Seconde Guerre mondiale.
La reconstruction commencée en 1947 dura huit ans, avec l’action du ministère de la Reconstruction et de l'Urbanisme,.

## Politique et administration

### Rattachements administratifs et électoraux
La commune fait partie de l'arrondissement de Vesoul du département de la Haute-Saône, en région Bourgogne-Franche-Comté. Pour l'élection des députés, elle dépend de la première circonscription de la Haute-Saône.
Elle fait partie depuis 1801 du canton de Gray  (dont la composition a été modifiée dans le cadre du redécoupage cantonal de 2014 en France)

### Intercommunalité
La commune n'était membre d'aucune intercommunalité à fiscalité propre jusqu'en 2012.
Dans le cadre des dispositions de l'article 35 de la loi n° 2010-1563 du 16 décembre 2010 « de réforme des collectivités territoriales » qui prévoit d'achever et de rationaliser le dispositif intercommunal en France,  le schéma départemental de coopération intercommunale approuvé par le préfet de Haute-Saône le 23 décembre 2011 a prévu l'intégration de la commune à la communauté de communes des monts de Gy, dont la commune est membre depuis le 1er janvier 2013.

### Résultats des élections
À l'issue de l'élection présidentielle de 2017, le candidat de la France Insoumise, Jean-Luc Mélenchon, est arrivé en tête du premier tour dans la commune avec 38,46% des suffrages exprimés (35 voix); son meilleur résultat dans le département. Il devançait de 14 voix François Fillon (23,08%) et la candidate frontiste Marine Le Pen, de 17 voix (19,78%).
Le second tour s'est quant à lui soldé par la victoire par la victoire de Marine Le Pen (42 voix, soit 56,76% des suffrages exprimés, contre 32 voix et 43,24% des suffrages exprimés pour Emmanuel Macron).

### Liste des maires
| Période                                  | Période                        | Identité        | Étiquette | Qualité                                       |
| ---------------------------------------- | ------------------------------ | --------------- | --------- | --------------------------------------------- |
| Les données manquantes sont à compléter. |                                |                 |           |                                               |
| mars 2001                                | mars 2008                      | Bruno Passard   |           |                                               |
| mars 2008                                | En cours (au 7 septembre 2015) | Chantal Faradon | DVD       | Fonctionnaire Réélue pour le mandat 2020-2026 |

## Population et société

### Démographie
L'évolution du nombre d'habitants est connue à travers les recensements de la population effectués dans la commune depuis 1793. Pour les communes de moins de 10 000 habitants, une enquête de recensement portant sur toute la population est réalisée tous les cinq ans, les populations de référence des années intermédiaires étant quant à elles estimées par interpolation ou extrapolation. Pour la commune, le premier recensement exhaustif entrant dans le cadre du nouveau dispositif a été réalisé en 2004.

En 2022, la commune comptait 155 habitants, en évolution de +13,14 % par rapport à 2016 (Haute-Saône : −1,4 %, France hors Mayotte : +2,11 %).
| 1793 | 1800 | 1806 | 1821 | 1831 | 1836 | 1841 | 1846 | 1851 |
| ---- | ---- | ---- | ---- | ---- | ---- | ---- | ---- | ---- |
| 319  | 362  | 362  | 334  | 355  | 381  | 378  | 338  | 348  |

| 1856 | 1861 | 1866 | 1872 | 1876 | 1881 | 1886 | 1891 | 1896 |
| ---- | ---- | ---- | ---- | ---- | ---- | ---- | ---- | ---- |
| 322  | 301  | 287  | 296  | 274  | 285  | 244  | 231  | 200  |

| 1901 | 1906 | 1911 | 1921 | 1926 | 1931 | 1936 | 1946 | 1954 |
| ---- | ---- | ---- | ---- | ---- | ---- | ---- | ---- | ---- |
| 193  | 229  | 241  | 160  | 148  | 164  | 145  | 134  | 145  |

| 1962 | 1968 | 1975 | 1982 | 1990 | 1999 | 2004 | 2006 | 2009 |
| ---- | ---- | ---- | ---- | ---- | ---- | ---- | ---- | ---- |
| 176  | 146  | 132  | 139  | 132  | 134  | 128  | 127  | 132  |

| 2014 | 2019 | 2022 | - | - | - | - | - | - |
| ---- | ---- | ---- | - | - | - | - | - | - |
| 135  | 147  | 155  | - | - | - | - | - | - |

### Manifestations culturelles et festivités
Depuis 2007 a lieu, sous forme de biennale, les Angivrades. La sixième édition de ce festival des Arts du spectacle créé sous l’impulsion de l’Association À tous bouts d’Champs, et très vite soutenue par la municipalité d’Angirey, s'est déroulé en mars 2016.

## Culture locale et patrimoine

### Lieux et monuments
- L'église Saint-Martin qui renferme plusieurs éléments recensés dans la base Palissy dont autel, retable, lambris de revêtement, clôture de chœur.
- Le lavoir-abreuvoir couvert dont le toit est supporté par des colonnes carrées. Construit en 1809 par l'architecte Jean-Claude Disqueux, il a été restauré fin 2018.
- La fontaine-lavoir avec un bassin de puisage en forme d'oratoire dont la voûte est ornée d'une croix de pierre.

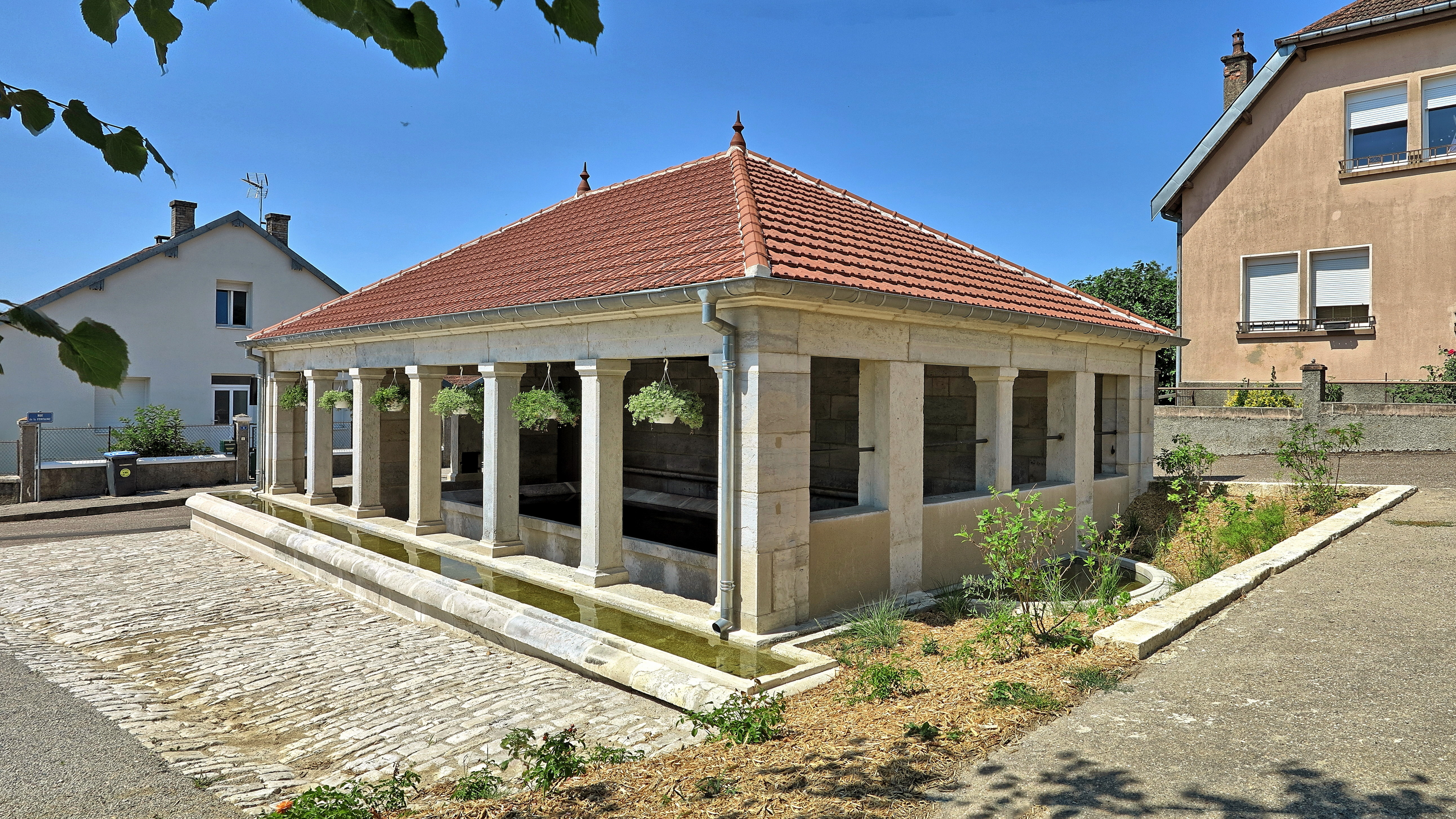
Le lavoir-abreuvoir couvert.
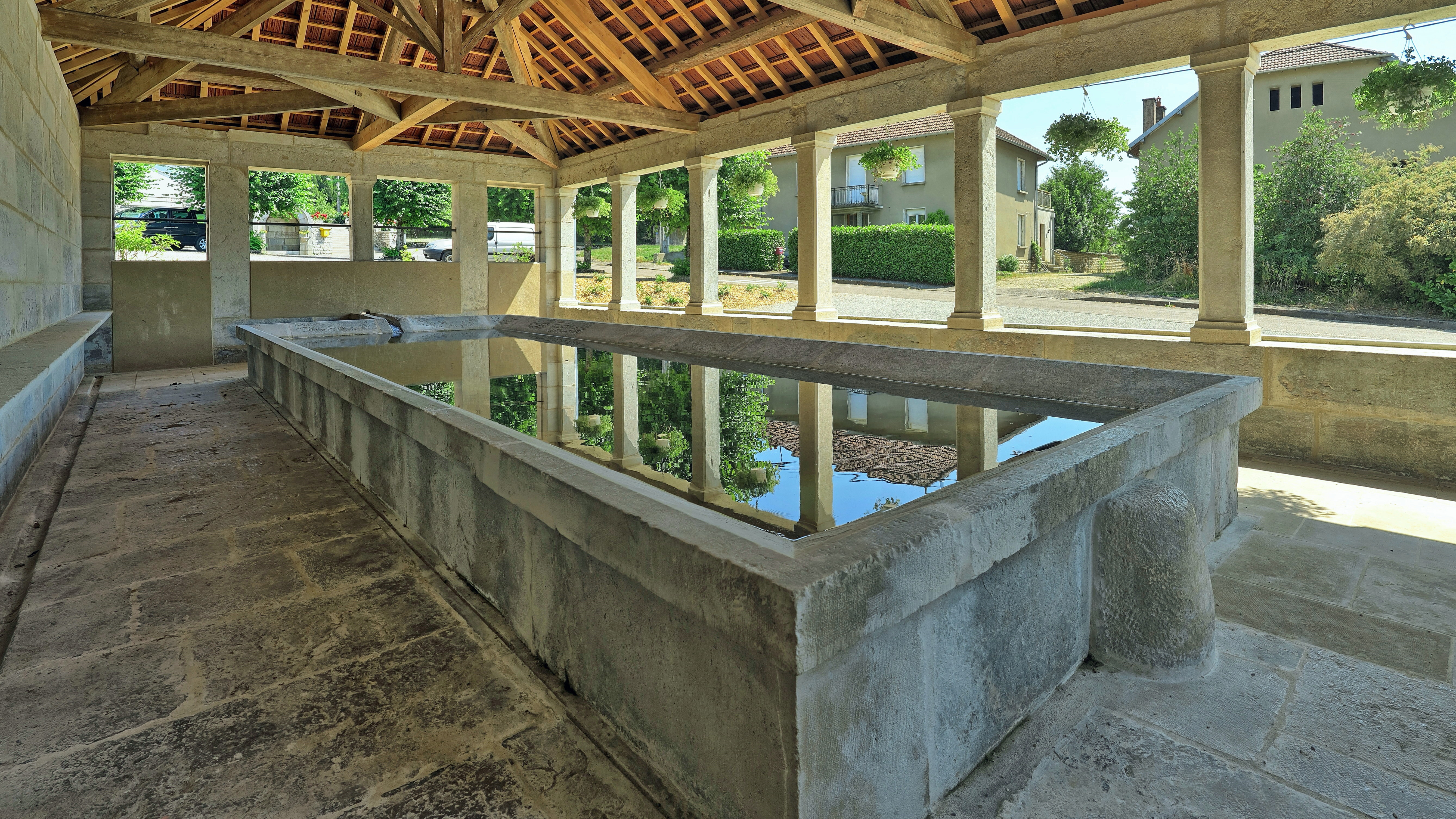
Le bassin du lavoir couvert.
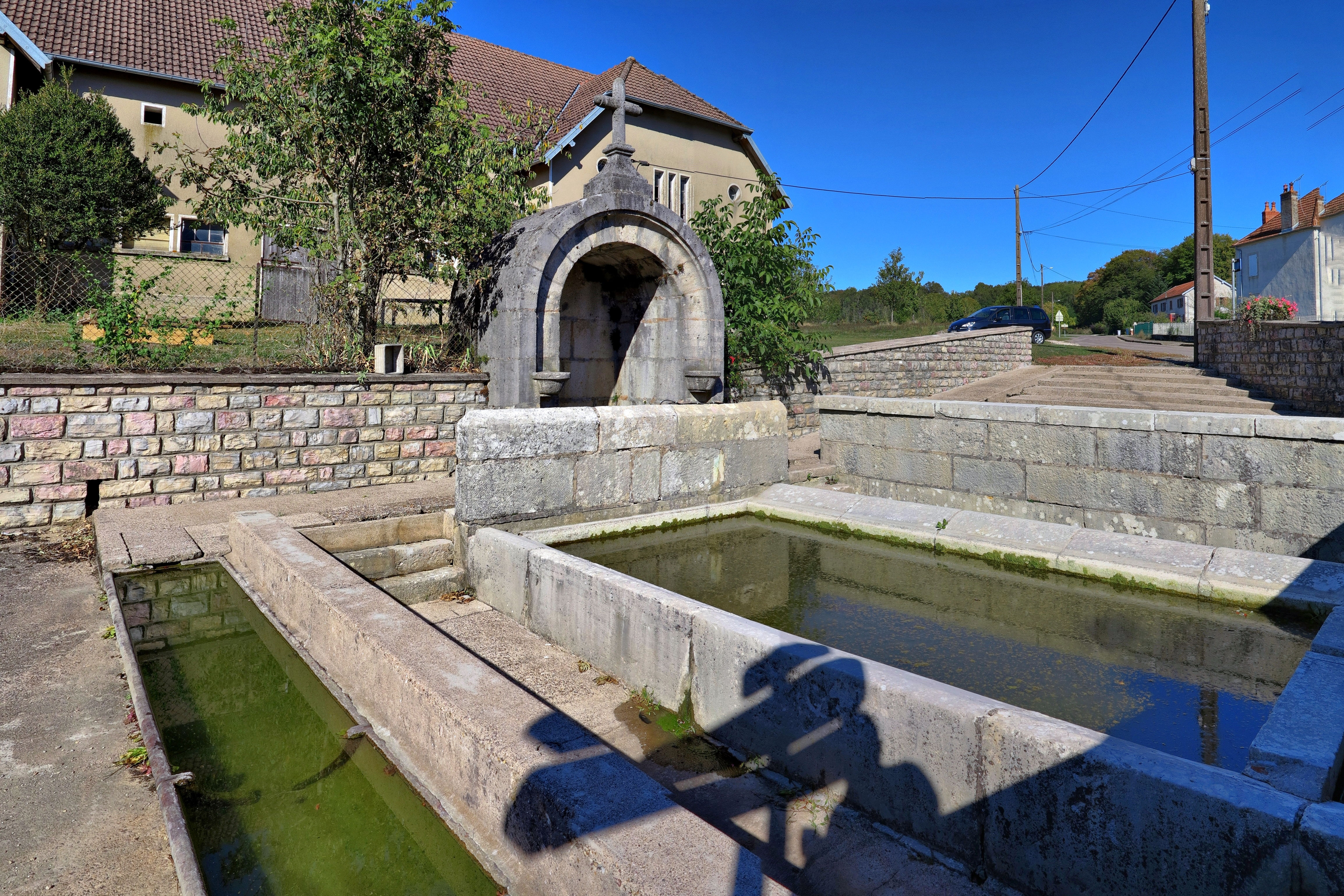
La fontaine-lavoir.